# Yousaf Raza Gilani
Yousaf Raza Gilani, född 9 juni 1952 i Karachi, är en pakistansk politiker tillhörande Pakistans folkparti (PPP). Han är Pakistans premiärminister sedan 25 mars 2008 då han efterträdde Muhammad Mian Soomro. Han är även vice ordförande för PPP. Tidigare har han bland annat haft posten som talman i nationalförsamlingen (1993-1997) och minister i Muhammad Khan Junejos regering (1985-1986), där han hade ansvaret för bland annat arbetsmarknad, bostadsfrågor, och järnvägar.